# Младен Іванич
Младен Іванич (серб. Младен Иванић; нар. 16 вересня 1958, Санскі Мост, Боснія і Герцеговина) — боснійський політик сербського походження. Член Президії Боснії і Герцеговини з 17 листопада 2014 до 20 листопада 2018 року від сербів.

## Біографія
З 1971 року він живе у Баня-Луці, де здобув початкову й середню освіту. Закінчив економічний факультет Університету Баня-Луки та аспірантуру на факультеті економіки Белградського університету. Здобув ступінь PhD на факультеті економіки Белградського університету у 1988 році. Стажувався в Університеті Мангайма (ФРН) і Університету Глазго (Велика Британія).
З 1985 по 1988 — асистент на факультеті економіки Університету Баня-Луки, а з 1988 року він викладає принципи економіки з титулом помічника професора або доцента.
З 1988 по 1991 — член Президії Боснії і Герцеговини.
З 2001 по 2003 — Прем'єр-міністр Республіки Сербської Республіки Сербської.
З 2003 по 2007 — міністр закордонних справ Боснії і Герцеговини.
Був депутатом Палати народів Боснії і Герцеговини Парламентської Скупщини Боснії і Герцеговини.
12 жовтня 2014 обраний до Президії Боснії і Герцеговини.
Опублікував багато наукових робіт та брав участь у розробці низки науково-дослідних проєктів.
Він був головою Сербського інтелектуального форуму.
У 1999 році він заснував та очолив Партію демократичного прогресу Республіки Сербської.
Володіє англійською та німецькою мовами.
Одружений, двоє дітей.